# Powstańcze natarcia na Uniwersytet Warszawski
Powstańcze natarcia na Uniwersytet Warszawski – trzykrotne próby zdobycia kompleksu gmachów Uniwersytetu Warszawskiego podjęte przez żołnierzy Armii Krajowej podczas powstania warszawskiego 1944 roku.
Uniwersytet stanowił ważny punkt niemieckiego oporu w Śródmieściu. Znajdowały się tam magazyny broni i amunicji, a usytuowanie kampusu na skraju skarpy warszawskiej umożliwiało jego załodze pokrycie ostrzałem znacznej części Powiśla. Żołnierze AK usiłowali zdobyć Uniwersytet już w pierwszym dniu powstania, lecz ich natarcie załamało się ze względu na przewagę ogniową nieprzyjaciela. Jeszcze dwukrotnie, 23 sierpnia i 2 września, Zgrupowanie „Krybar” podjęło próbę opanowania kampusu. Mimo wykorzystania przez powstańców pojazdów opancerzonych również te natarcia zakończyły się niepowodzeniem z powodu przewagi ogniowej Niemców i słabej koordynacji działań poszczególnych oddziałów szturmowych.
W walkach o Uniwersytet poległo lub zostało rannych kilkudziesięciu żołnierzy Armii Krajowej.

## Natarcie w godzinie „W”

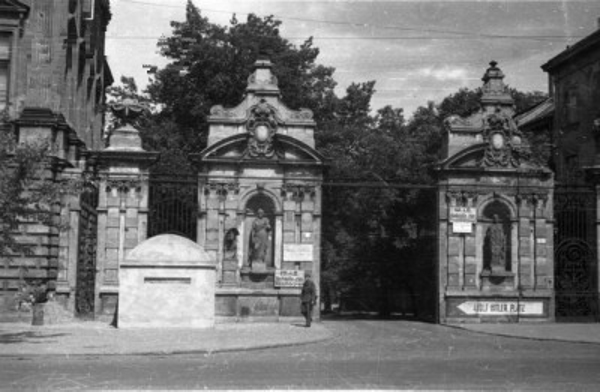
Brama Główna Uniwersytetu Warszawskiego w lipcu 1944. Widoczny niemiecki bunkier

Latem 1944 roku kompleks gmachów Uniwersytetu Warszawskiego był jednym z silniejszych punktów niemieckiego oporu w okupowanej Warszawie. Jego załogę stanowiły dwie kompanie Wehrmachtu ze zgrupowania pułkowego mjr. Nöthe, liczące około 200 żołnierzy. Na terenie kampusu przebywało ponadto kilkudziesięciu rekonwalescentów z 944. batalionu bezpieczeństwa. Dowódcą załogi był kpt. Uhlich. W uniwersyteckich budynkach zmagazynowano znaczne ilości broni i amunicji: w samym tylko Gmachu Pomuzealnym przechowywano 4,5 tys. karabinów, a dwie sale Auditorium Maximum wypełniono skrzyniami z granatami. Jeszcze przed wybuchem powstania warszawskiego Niemcy silnie ufortyfikowali kampus. Przy bramie głównej od Krakowskiego Przedmieścia wznieśli betonowe bunkry, a dojścia od ul. Oboźnej zamknęli zasiekami z drutu kolczastego.
Zadanie zdobycia Uniwersytetu otrzymało VIII Zgrupowanie Obwodu Śródmieście Okręgu Warszawskiego Armii Krajowej, którym dowodził kpt. Cyprian Odorkiewicz ps. „Krybar”. Jednocześnie zgrupowanie miało także opanować: Elektrownię Miejską, gmach Komendy Policji Polskiej przy Krakowskim Przedmieściu, „Dom Niemiecki” w gmachu przedwojennego pałacu Rady Ministrów i sąsiedni Hotel Bristol, wartownię przy Wybrzeżu Kościuszkowskim oraz garaże SS znajdujące się w rejonie ulic Oboźnej i Dynasy. Do uderzenia na Uniwersytet wyznaczono dwie kompanie:
- 1. kompania pod dowództwem por. Edwarda Kiełczykowskiego ps. „Dan”, wsparta przez drużynę 119. plutonu saperów, miała uderzyć od strony ul. Browarnej z zadaniem zdobycia wschodniej części kampusu. Podstawa wyjściowa do ataku znajdowała się w garbarni przy ul. Gęstej[5].
- 2. kompania pod dowództwem por. Mariana Mokrzyckiego ps. „Bicz”, wsparta przez drużynę saperów oraz 1105. pluton Kolumny Motorowej „Wydra”, miała nacierać od strony ul. Oboźnej z zadaniem zdobycia południowej części kampusu. Jej żołnierze mieli także opanować pobliskie garaże SS i Pałac Staszica. Podstawa wyjściowa 2. kompanii znajdowała się w budynkach przy ul. Oboźnej 8 i 10 oraz przy ul. Sewerynów 5[5]. Kompania miała na stanie zaledwie trzy pistolety maszynowe i siedem pistoletów[3].

Rozpoznanie, które przeprowadzono przed południem 1 sierpnia 1944 roku, uświadomiło polskiemu dowództwu, że Niemcy wzmocnili załogę Uniwersytetu, a także zorganizowali dodatkowe stanowiska ogniowe. W dodatku po godzinie 16:00 ze Śródmieścia zaczęły dochodzić odgłosy strzelaniny, zapoczątkowanej starciami niemieckich patroli ze zmierzającymi na punkty zborne powstańcami. W tej sytuacji kpt. „Krybar” obawiając się całkowitej utraty elementu zaskoczenia, zarządził rozpoczęcie szturmu na Uniwersytet już o godzinie 16:45, tj. na kwadrans przed godziną „W”.
Na rogu ulic Cichej i Topiel ustawiono powstańczy moździerz, który miał zadanie ostrzelać garaże SS przy ul. Dynasy. Polskie plany przewidywały, że na odgłos trzeciej salwy żołnierze VIII Zgrupowania ruszą do szturmu na Uniwersytet i „Dom Niemiecki”. Zanim jednak moździerz otworzył ogień, jego obsługa znalazła się pod ostrzałem niemieckiej broni maszynowej. Trzech polskich żołnierzy zostało rannych, a moździerz musiał zostać ewakuowany.
Jako pierwsza do natarcia ruszyła kompania por. „Bicza”. Dotarłszy do zbocza skarpy jej żołnierze napotkali rzędy zasieków z drutu kolczastego. Niemiecki ostrzał był tak silny, że wycięcie wyłomów nożycami okazało się niemożliwe. Polscy saperzy usiłowali więc rozerwać zasieki przy użyciu materiałów wybuchowych. Wkrótce jednak natarcie całkowicie się załamało, a wielu rannych i zabitych powstańców padło na zboczu skarpy. Ogień niemieckiej broni maszynowej, moździerzy i granatników był tak gwałtowny, że nie tylko przydusił żołnierzy AK do ziemi, lecz również zmusił ich do opuszczenia pozycji przy ul. Oboźnej. Powstańcy znaleźli się przy tym zarówno pod ostrzałem z terenu Uniwersytetu, jak i z lewego skrzydła – z gmachu Komendy Policji przy Krakowskim Przedmieściu. Wbrew wcześniejszym planom obiekt ten nie został zaatakowany przez 3. kompanię VIII Zgrupowania, gdyż do godziny „W” na jej punkt zborny stawiło się zaledwie czterech żołnierzy razem z dowódcą. Usiłując choć częściowo zasłonić swój odwrót tumanami dymu i kurzu, żołnierze 2. kompanii detonowali granaty na jezdni. Niemniej w czasie przeskoku przez Oboźną poległo co najmniej kilku powstańców. Straty byłyby zapewne jeszcze wyższe, gdyby nie odważna postawa pchor. Bogdana Schodowskiego ps. „Bartnicki”, który ogniem swego Stena związał niemieckie gniazdo ckm.
Gdy załamywało się już natarcie 2. kompanii, do walki włączył się powstańczy moździerz, którego załoga w międzyczasie zajęła stanowisko na podwórzu posesji przy ul. Cichej 8. Dwoma strzałami podpalono garaże przy ul. Dynasy, po czym moździerz przeniósł ogień na kampus uniwersytecki. Jego ostrzał wywołał wśród Niemców pewien zamęt, co ułatwiło zadanie 1. kompanii, która wyruszyła do natarcia o godzinie 17:00. Za cenę dużych strat żołnierze AK wspięli się na skarpę i opanowali zrujnowany w 1939 roku gmach Auditorium Maximum. W silnie ostrzeliwanym budynku wytrwali do zmroku, kiedy to por. „Dan” ze względu na kończącą się amunicję i brak perspektyw na wsparcie ze strony innych oddziałów wydał rozkaz odwrotu.
Pod ogniem załogi Uniwersytetu znaleźli się tego dnia nie tylko uzbrojeni powstańcy, lecz także sanitariuszki i przypadkowi cywile. Na ul. Browarnej żołnierze Wehrmachtu obrzucili granatami patrol sanitarny ss. urszulanek. Zginęły wtedy cztery zakonnice oraz cywil, któremu niosły pomoc. Kierująca patrolem s. Jana Płaska została ciężko ranna.

## Kolejne dni powstania
2 sierpnia nad ranem załoga Uniwersytetu dokonała wypadu w rejon ulic Oboźnej, Dynasów, Słowackiego i Sewerynów. Mieszkańców okolicznych domów, w tym kilkunastu ukrytych między nimi powstańców, ujęto i pognano na dziedziniec Uniwersytetu. Na skutek tego kontrataku kpt. „Krybar” został wraz z kilkuosobowym pocztem odcięty od głównych sił swojego zgrupowania. Zdołał do nich dołączyć dopiero wieczorem następnego dnia. W międzyczasie dowódca załogi Uniwersytetu zaproponował zwolnienie przetrzymywanych na terenie kampusu cywilów w zamian za uwolnienie niemieckich żołnierzy wziętych do niewoli przez powstańców. Porucznik „Bicz”, który pod nieobecność „Krybara” przejściowo objął dowodzenie nad zgrupowaniem, zdecydował się przyjąć tę ofertę. Dzięki temu do szeregów powrócili żołnierze ujęci wraz z ludnością w drugim dniu powstania, w tym szef sanitariatu zgrupowania ppor. Lucjan Stępień ps. „Seweryn”.

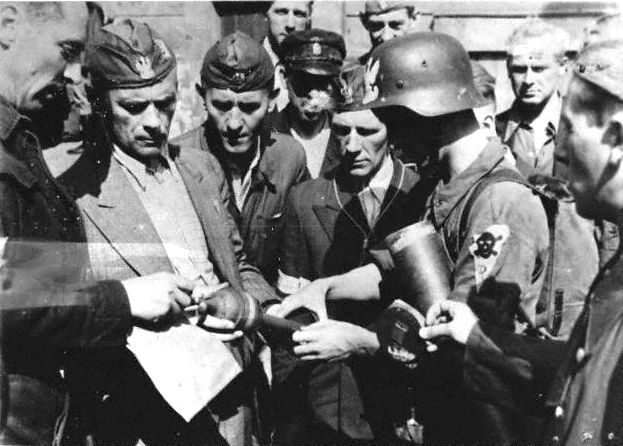
Kapitan „Krybar” (drugi od lewej) wraz z żołnierzami swojego zgrupowania

5 sierpnia Niemcy spalili najbliżej położone domy przy Krakowskim Przedmieściu, Oboźnej i Browarnej, zamierzając w ten sposób stworzyć pas ochronny wokół Uniwersytetu i poszerzyć pole swojego ostrzału. Niektórych mieszkańców, przede wszystkim osoby starsze i dzieci, pozostawiono w budynkach, by spłonęli żywcem. Większość jednak ujęto i wykorzystano jako „żywe tarcze”, aby osłonić natarcie czołgów w kierunku Nowego Światu. 17 sierpnia Niemcy z załogi Uniwersytetu spalili także domy przy ul. Furmańskiej, uprzednio je obrabowawszy.
Usytuowanie kampusu na skraju skarpy warszawskiej umożliwiało Niemcom pokrycie znacznej części Powiśla ogniem broni maszynowej i granatników. Ostrzał powodował znaczne straty wśród powstańców i ludności cywilnej. Nieco później na terenie kampusu ulokowano wyrzutnię rakietową „Nebelwerfer”, która ostrzeliwała Stare Miasto. Polscy żołnierze, zwłaszcza strzelcy wyborowi, usiłowali w miarę możliwości szachować ostrzałem załogę Uniwersytetu, wielokrotnie zadając jej straty w zabitych i rannych.
Okolice Uniwersytetu stały się areną licznych potyczek. 8 sierpnia z terenu kampusu wyszło niemieckie natarcie w kierunku ulic Topiel i Leszczyńskiej, które jednak zostało szybko odparte przez żołnierzy AK. Po obu stronach byli ranni. Dwa dni później załoga Uniwersytetu przeprowadziła kolejny wypad. Niemcy spalili wtedy dom przy ul. Browarnej 17 i uprowadzili jego mieszkańców. Z kolei 12 sierpnia z rejonu ulic Leszczyńskiej i Oboźnej żołnierze 4. kompanii przeprowadzili pozorowany atak na Uniwersytet, skutecznie odwracając uwagę Niemców od natarcia na ich placówkę przy ul. Karowej. 14 sierpnia na ul. Bartoszewicza żołnierze 2. kompanii zdobyli niemiecki półgąsienicowy transporter opancerzony typu Sd.Kfz.251/3 Ausf.D. Należał on do 5. Dywizji Pancernej SS „Wiking” i zmierzając z rejonu ul. Królewskiej z rozkazami dla załogi Uniwersytetu, wjechał omyłkowo na teren opanowany przez powstańców. 18 sierpnia niemiecki oddział osłaniany ogniem z Uniwersytetu zaatakował placówkę Zgrupowania „Konrad” w szkole przy ul. Dobrej, został jednak odparty, tracąc trzech zabitych. Tego samego wieczora inny oddział dokonał nieudanego wypadu na polskie placówki w ruinach domów przy ul. Browarnej. Z kolei następnego wieczora z terenu Uniwersytetu wyszła niewielka grupa wypadowa, która usiłowała wedrzeć się do garaży przy ul. Dynasy, lecz została odparta przez żołnierzy 2. kompanii.
W czasie, gdy Uniwersytet pozostawał odcięty od głównych sił niemieckich w Warszawie, jego załogę zaopatrywano w żywność drogą powietrzną, poprzez zrzut zasobników. Jeden z nich został 9 sierpnia przejęty przez powstańców. Kapitan „Krybar” za pośrednictwem jeńców niemieckich dwukrotnie zaproponował kpt. Uhlichowi kapitulację, na co ten odpowiedział analogicznym żądaniem pod adresem powstańców.

## Natarcie w dniu 23 sierpnia

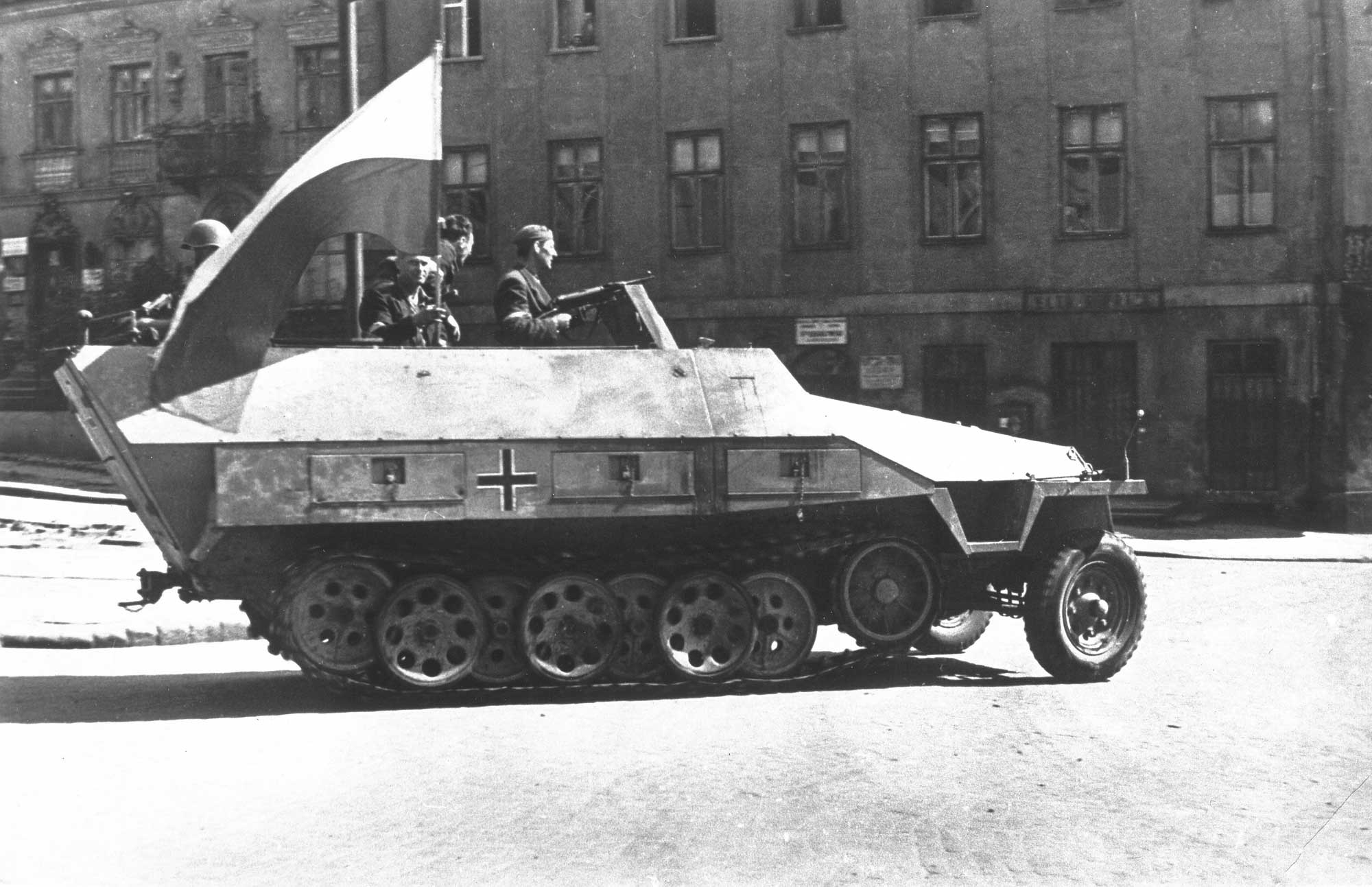
Zdobyczny transporter opancerzony „Jaś”/„Szary Wilk”, który wykorzystano w natarciach na Uniwersytet

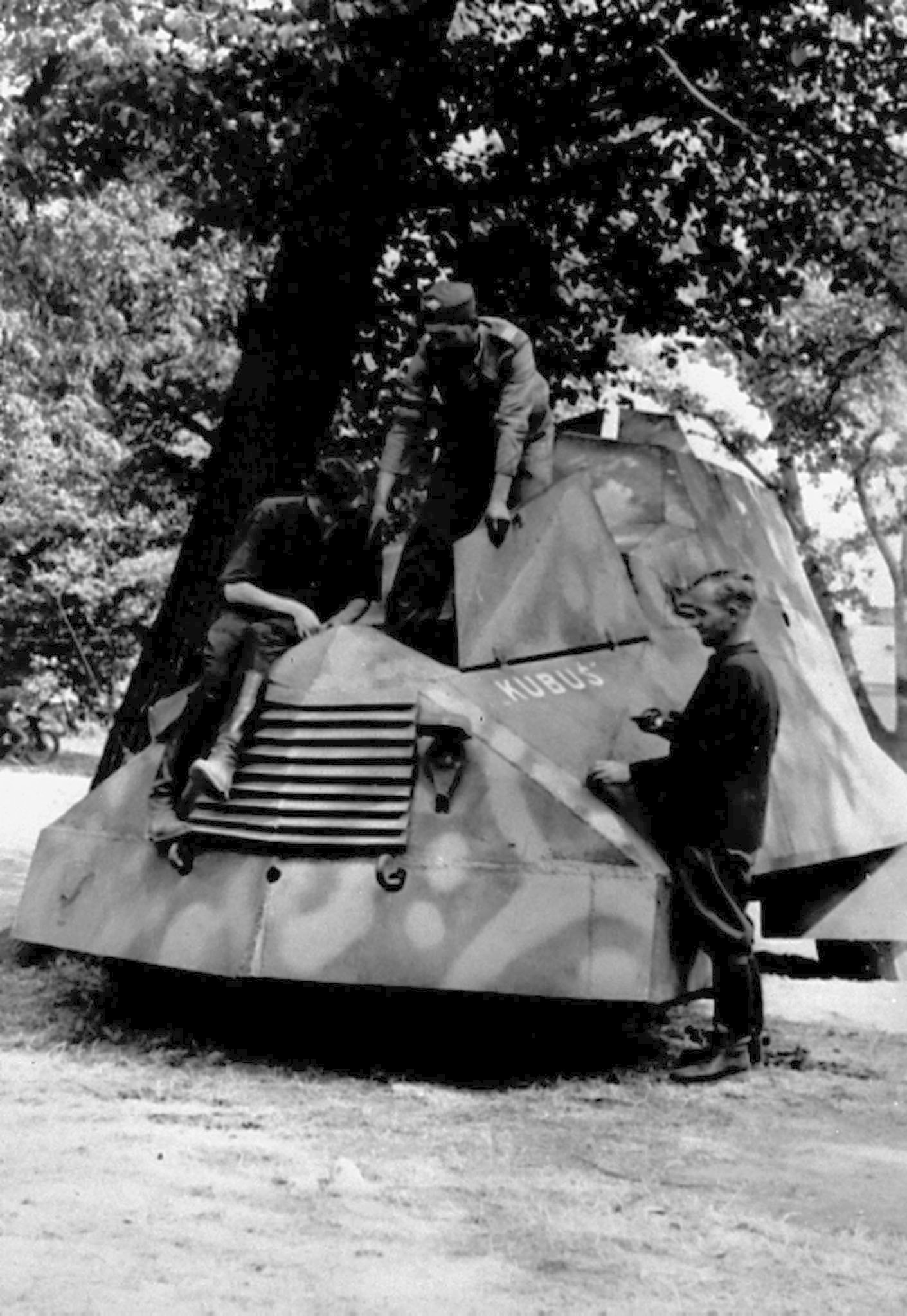
Wyprodukowany przez powstańców samochód pancerny „Kubuś”, który wykorzystano w natarciach na Uniwersytet

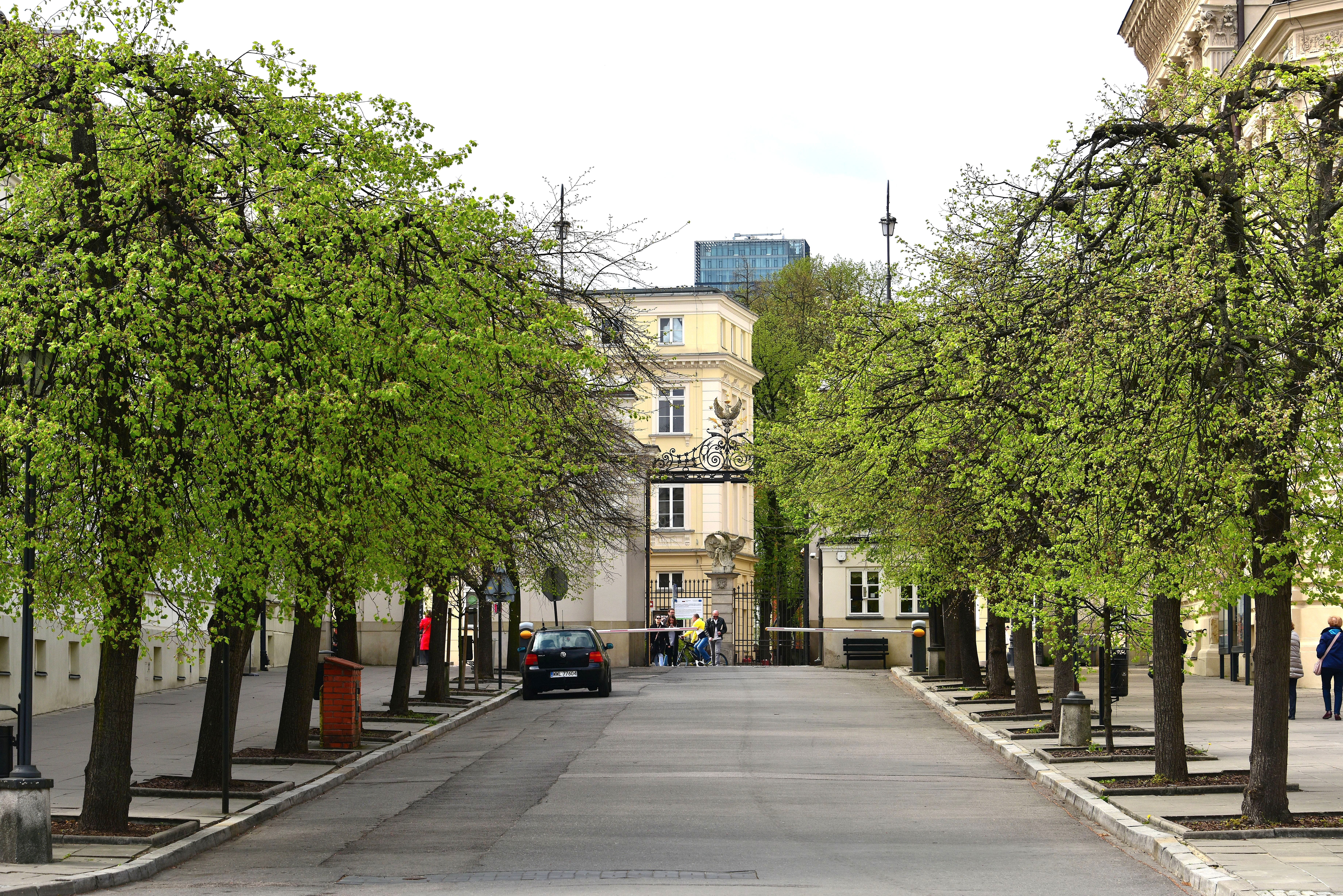
Alejka prowadząca od bramy głównej przy Krakowskim Przedmieściu do gmachu starej biblioteki. Tędy 23 sierpnia 1944 nacierała grupa szturmowa „Szarego Wilka”

Dowódca Okręgu Warszawskiego AK płk. Antoni Chruściel ps. „Monter” optymistycznie oceniał rozwój sytuacji na frontach powstańczych i planował podjąć szeroko zakrojone działania zaczepne w kierunku Śródmieścia Południowego i Mokotowa. Przed rozpoczęciem ofensywy zamierzał jednak skrócić front i uzyskać większą swobodę operacyjną. W tym celu zarządził likwidację silnych niemieckich punktów oporu, które jak dotąd skutecznie wiązały powstańcze oddziały w Śródmieściu Północnym. Zadanie zdobycia Komendy Policji i kościoła Świętego Krzyża przy Krakowskim Przedmieściu otrzymała Grupa „Śródmieście Północ”, podczas gdy Zgrupowanie „Krybar” miało uderzyć z Powiśla na Uniwersytet. Datę natarcia wyznaczono na 23 sierpnia na godz. 4:00 rano. Dzień przed atakiem kilkunastu polskich strzelców wyborowych ostrzelało zabudowania kampusu z pozycji przy ul. Browarnej. Udało im się wtedy sprowokować Niemców do ujawnienia niektórych stanowisk broni maszynowej.
Początkowo polskie dowództwo miało nadzieję, że część oddziałów szturmowych uda się przeprowadzić kanałami na teren Uniwersytetu. Projekt ten jednak zarzucono, gdy okazało się, że poziom wody w kanale jest zbyt głęboki, a jej nurt zbyt wartki. W tej sytuacji powstańcy musieli ograniczyć się do ataku naziemnego. Szczegółowy plan natarcia przedstawiał się następująco:
- główną grupę szturmową tworzyły dwa pojazdy – zdobyczny transporter opancerzony „Jaś” oraz samochód pancerny powstańczej produkcji „Kubuś” – które przewoziły ponad 20 żołnierzy desantu piechoty[32]. Ich zadaniem było dotrzeć pod bramę główną przy Krakowskim Przedmieściu, zaskakującym atakiem zlikwidować znajdujące się tam niemieckie bunkry, a następnie wedrzeć się na teren kampusu[33]. Oddziałem dowodził pchor. Adam Dewitz ps. „Szary Wilk”[34]. Jego żołnierze byli uzbrojeni w jeden ckm, jeden rkm, pistolety maszynowe, karabiny, granatniki PIAT, miotacze ognia, butelki zapalające, granaty i ładunki wybuchowe[35].
- 2. kompania VIII Zgrupowania, 119. pluton saperów oraz kompania Kolumny Motorowej „Wydra” miały uderzyć na Uniwersytet z pozycji wyjściowych przy ul. Oboźnej[36]. Na ich tyłach, na dachach domów przy ul. Sewerynów i al. Na Skarpie, ustawiono dwa ciężkie karabiny maszynowe, które miały likwidować niemieckie gniazda broni maszynowej[34].
- wydzielone pododdziały Zgrupowania „Konrad” oraz dwie drużyny Tajnych Wojskowych Zakładów Wydawniczych[34] miały zająć stanowiska przy ulicach Gęstej, Topiel i Browarnej. Ich zadaniem było ostrzelanie niemieckich stanowisk w celu upozorowania, że z tego rejonu wyjdzie główne natarcie. Ze względu na fakt, iż oddziały te miały do pokonania najbardziej strome zbocze skarpy, planowano rzucić je do frontalnego ataku dopiero w ostatniej fazie natarcia, już po przełamaniu niemieckiej obrony[37].

Adam Borkiewicz podawał, że oddziały uderzeniowe liczyły 150 żołnierzy. Ustalenia te kwestionował Włodzimierz Rosłoniec, którego zdaniem w natarciu wzięło udział około 400 powstańców. Ten sam autor podawał również, że oddziały szturmowe były wyposażone w dwa ckm, cztery lkm, 20 pistoletów maszynowych, 60 karabinów, trzy granatniki PIAT, dwa miotacze ognia i ponad 250 granatów.
23 sierpnia o 3:00 rano oddziały szturmowe zaczęły zajmować pozycje wyjściowe do natarcia. Aby nie zaalarmować Niemców hałasem, żołnierze obwiązali swoje buty szmatami. Przed godziną 4:00 w górę Tamki ruszyły „Jaś” i „Kubuś”. W nocnych ciemnościach Niemcy nie dostrzegli powstańczych pojazdów lub co bardziej prawdopodobne wzięli je za własne, dzięki czemu grupa szturmowa bez przeszkód dotarła pod bramę główną Uniwersytetu. Polscy żołnierze błyskawicznie opuścili pojazdy i założyli ładunki wybuchowe na kratach bramy. Jednocześnie ostrzelali największy bunkier, a następnie wybili jego załogę przy użyciu granatów i miotacza płomieni. Załoga drugiego bunkra zbiegła. W zdobytych bunkrach powstańcy znaleźli ręczny karabin maszynowy, dwa karabiny, pięć pistoletów maszynowych i skrzynię granatów. Okazało się jednak, że eksplozja nie zdołała rozerwać żelaznych krat. Brama wytrzymała również próbę staranowania przez transporter opancerzony. Na rozkaz „Szarego Wilka” bramę ostrzelano z PIAT-a, lecz sukces okazał się połowiczny, gdyż ustąpiło tylko jedno ze skrzydeł. Umożliwiło to żołnierzom desantu wdarcie się na teren kampusu, lecz oba pojazdy musiały chwilowo pozostać na Krakowskim Przedmieściu.
Na odgłos walki dobiegający z terenu kampusu, ruszyły do ataku oddziały z ul. Oboźnej. Pod ogniem Niemców udało im się przeciąć część zasieków i usunąć niektóre kozły hiszpańskie, które broniły dostępu do budynków uniwersyteckich. Niespodziewanie zapalił się jednak niewielki drewniany barak stojący na ziemi niczyjej, a jego płomienie oświetliły pole walki. Gwałtowny ostrzał niemieckiej broni maszynowej, granatników i działek ppanc. przydusił polskie natarcie do ziemi.
Tymczasem grupa szturmowa uderzyła na gmach biblioteki uniwersyteckiej. W ślad za desantem na teren uniwersytetu zdołały wjechać „Jaś” i „Kubuś”. Polscy żołnierze nacierali w trudnych warunkach, wzdłuż wąskiej alejki, po której obu stronach rosły drzewa, między którymi Niemcy rozstawili zasieki z drutu kolczastego. Obrońcy, którzy zajmowali stanowiska w gmachu bibliotecznym oraz w sąsiednich budynkach, z trzech stron obłożyli alejkę ogniem broni maszynowej, a także zaczęli ciskać granaty na jezdnię. Żołnierze AK odpowiadali strzałami z broni maszynowej i PIAT-ów. Na krótko przed świtem Niemcy przystąpili do kontrataku, który załamał się jednak pod ogniem powstańców. Według źródeł polskich na dziedzińcu uniwersyteckim zaległo wtedy 30 zabitych i rannych żołnierzy nieprzyjaciela. Niemniej powstańcy nie byli już w stanie kontynuować natarcia. Polegli dowódca grupy szturmowej pchor. „Szary Wilk” oraz strz. Jerzy Wagner ps. „Norbert”, a większość pozostałych żołnierzy była ranna. Co więcej, dał się słyszeć odgłos czołgów, które z „dzielnicy rządowej” przy pl. Piłsudskiego wyruszyły na odsiecz załodze Uniwersytetu. Kontynuowanie walki groziło odcięciem i całkowitym zniszczeniem polskiego oddziału, stąd pchor. Tadeusz Zieliński ps. „Miś”, który przejął dowództwo po poległym „Szarym Wilku”, dał sygnał do odwrotu. Przejściowo zgasł wtedy silnik „Kubusia”, udało się go jednak ponownie uruchomić. Niemal w ostatniej chwili oba pojazdy wycofały się z terenu kampusu, zabierając ze sobą rannych i broń, po czym ścigane przez niemieckie czołgi i ostrzeliwane z gmachu Komendy Policji powróciły na teren kontrolowany przez powstańców.
Około godziny 5:00, gdy ucichły już odgłosy walki z terenu Uniwersytetu, do odwrotu przystąpiły oddziały nacierające od strony ul. Oboźnej. Niemiecki ostrzał skutecznie przygwoździł polskich żołnierzy do ziemi, stąd mogli się wycofywać jedynie pojedynczo. Ci, którzy zajmowali stanowiska w domach przy ul. Oboźnej wraz z ckm usytuowanym na dachu domu przy ul. Sewerynów, obłożyli ogniem niemieckie stanowiska w gmachu Wydziału Chemii i w sąsiednich budynkach, usiłując w ten sposób osłonić odwrót kolegów. Ostatecznie do godz. 7:00 wszyscy żołnierze wycofali się z przedpola. Oddziały atakujące od ul. Oboźnej nie poniosły strat w zabitych. W tym samym czasie na pozycje wyjściowe wycofali się również żołnierze Zgrupowania „Konrad” i drużyn TWZW, którzy przez kilka godzin daremnie oczekiwali pod skarpą na sygnał do rozpoczęcia ataku.
Adam Borkiewicz przyczyn niepowodzenia polskiego natarcia upatrywał w słabej koordynacji działań poszczególnych oddziałów szturmowych, spowodowanej złą łącznością. Włodzimierz Rosłoniec zwracał z kolei uwagę na zbyt szczupłe siły głównej grupy szturmowej, wynikające jednakże z przyczyn obiektywnych (brak możliwości zabrania liczniejszego desantu przez dwa pojazdy), a także niewystarczające zapasy amunicji.
Większe powodzenie uzyskały oddziały ppłk. „Radwana”, które po wielogodzinnej ciężkiej walce zdobyły Komendę Policji i kościół św. Krzyża. Zdaniem Borkiewicza natarcie na Uniwersytet ułatwiło ten sukces, gdyż związało część sił wroga, które w innym przypadku mogłyby przyjść z odsieczą załodze Komendy. Przejściowo odciążyło również obrońców Starego Miasta, „wpływając hamująco” na działania szturmującej go od południa grupy uderzeniowej „Dirlewanger”.

## Natarcie w dniu 2 września

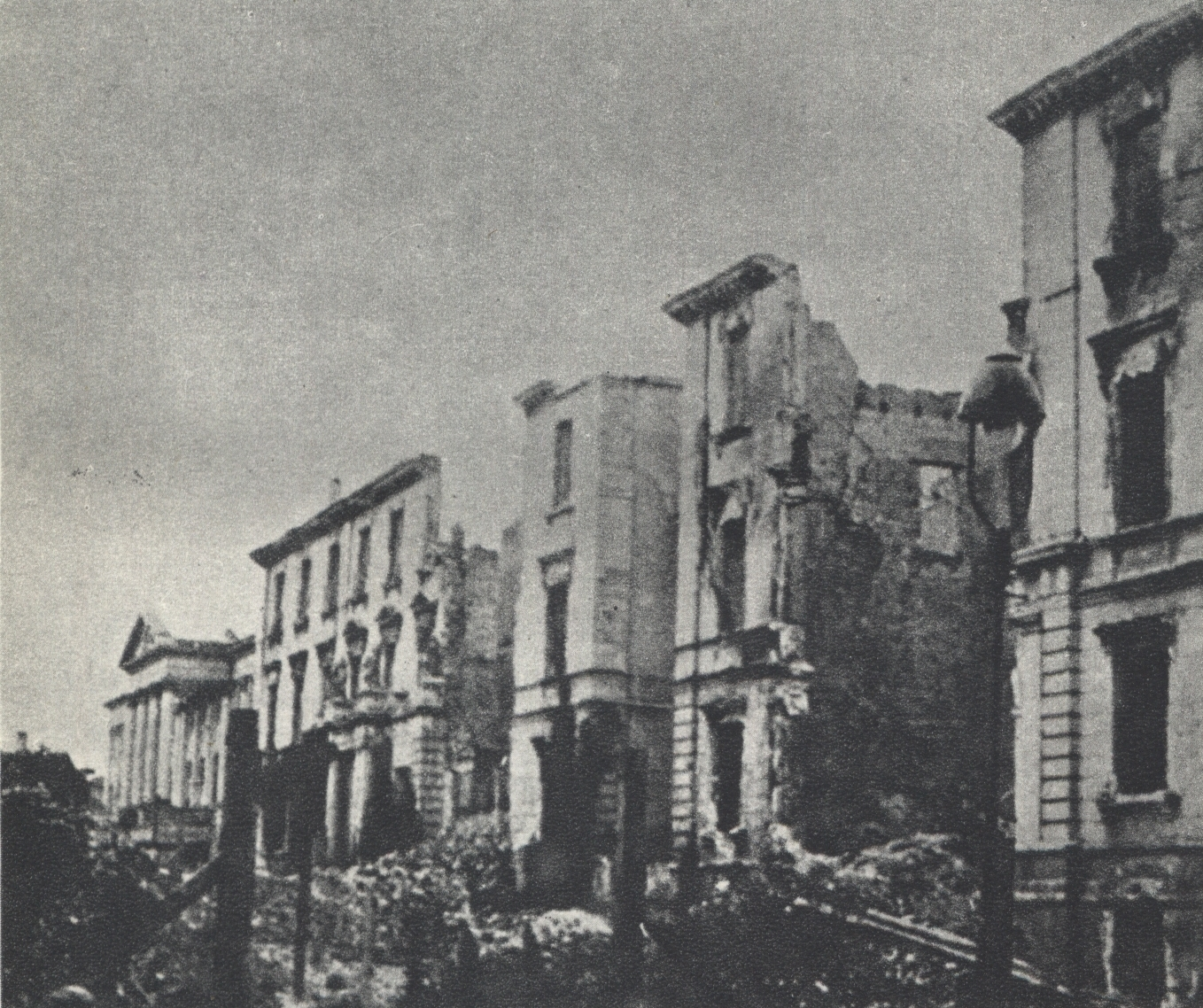
Ruiny pawilonów chemicznych. Latem 1944 gmach Wydziału Chemii był główną pozycją obrony Uniwersytetu od strony ul. Oboźnej

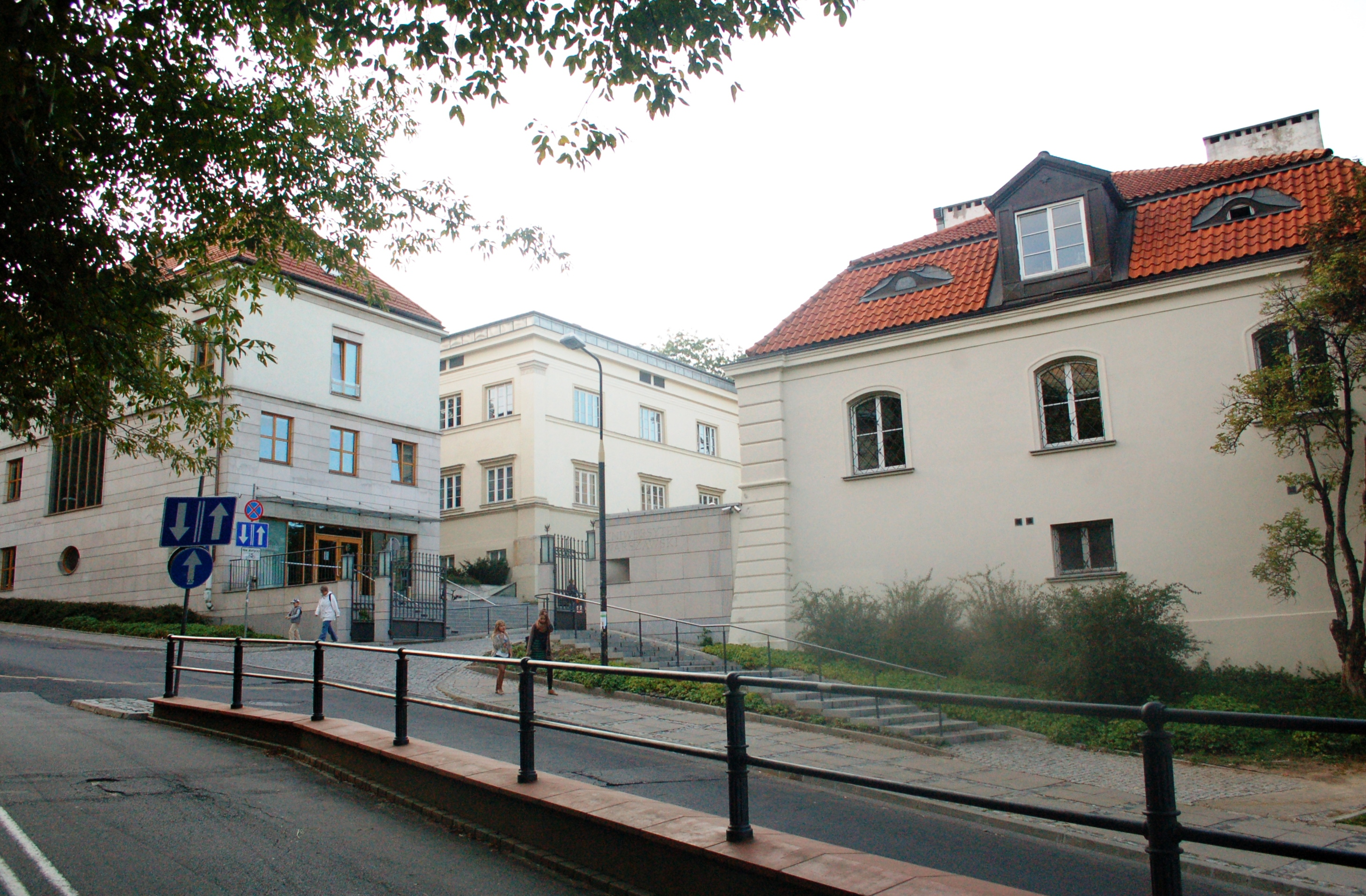
Współczesne zdjęcie bramy, którą atakowały oddziały „Zaremby” i „Misia”. Po prawej widoczne pozostałości pawilonów Wydziału Chemii

Prawdopodobnie w odwecie za powstańczy atak Niemcy planowali rozstrzelać Polaków, którzy przebywali na terenie Uniwersytetu, ostatecznie zrezygnowali jednak z tego zamiaru. Postanowili jednocześnie zabezpieczyć się przed ponownym atakiem polskich pojazdów opancerzonych. Wieczorem 24 sierpnia zbudowali niewielką barykadę, która przecięła Krakowskie Przedmieście na wysokości bramy głównej Uniwersytetu. Do pracy przy budowie barykady zmuszono polską ludność cywilną.
Rankiem 28 sierpnia wychodząc z terenu Uniwersytetu, kilkunastoosobowy niemiecki oddział dokonał wypadu na spalony bazar przy rogu ulic Oboźnej i Browarnej. Niemcy zamierzali kontynuować natarcie w kierunku garaży przy ul. Dynasy, lecz ostrzelani z dwóch stron przez powstańców, musieli się cofnąć, tracąc co najmniej kilku rannych. Do garaży przedarło się tylko dwóch ukraińskich kolaborantów, z których jeden został zabity, a drugiego raniono i wzięto do niewoli.
1 września płk. „Radwan” rozkazał kpt. „Krybarowi” przeprowadzić kolejne natarcie na Uniwersytet. Powstańcze dowództwo zdawało sobie sprawę, że lada chwila załamie się obrona Starego Miasta, a kolejnym celem Niemców stanie się Powiśle. Zdobycie kompleksu budynków uniwersyteckich miało poprawić sytuację taktyczną Zgrupowania „Krybar” przed spodziewanym natarciem nieprzyjaciela. „Krybarowi” obiecano wzmocnienie w postaci 12 rkm z amunicją. Ostatecznie otrzymał jednak tylko trzy rkm i osiem pistoletów maszynowych z niewielką ilością amunicji.
Frontalne natarcie miało nastąpić z rejonu ul. Oboźnej w kierunku dwóch bocznych bram Uniwersytetu. Ponownie zamierzano wykorzystać pojazdy opancerzone Zgrupowania „Krybar”: samochód pancerny „Kubuś” oraz transporter „Jaś” (ten ostatni na cześć jego dowódcy poległego w poprzednim natarciu przemianowano na „Szarego Wilka”). Szczegółowy plan uderzenia przedstawiał się następująco:
- oddział ze 119. plutonu saperów i oddział szturmowy z kompanii Kolumny Motorowej „Wydra” wsparte przez transporter „Szary Wilk” miały opanować boczną bramę Uniwersytetu, znajdującą się poniżej wylotu ul. Sewerynów, a także dwa stojące za nią budynki. Grupą szturmową dowodził por. Stanisław Andrzejewski ps. „Zaremba”, a jej podstawa wyjściowa znajdowała się w łaźni przy ul. Oboźnej 5. W drugim rzucie, w ślad za grupą „Zaremby”, nacierać miała reszta kompanii Kolumny Motorowej „Wydra”, dowodzona przez pchor. Tadeusza Zielińskiego ps. „Miś”. Jej podstawa wyjściowa znajdowała się w domu przy ul. Sewerynów 10/12[55].
- trzy grupy szturmowe[c] złożone z żołnierzy 2. kompanii VIII Zgrupowania i 119. plutonu saperów, wsparte przez samochód pancerny „Kubuś”, miały pod ogólnym dowództwem por. Władysława Szeli ps. „Dowgird” uderzyć na bramę boczną Uniwersytetu, która znajdowała się naprzeciwko wylotu ul. Słowackiego. Natarcie wyjść miało z pozycji wyjściowych przy ul. Oboźnej 8 i 10. Planowano ponadto, że część żołnierzy przedostanie się na teren Uniwersytetu przez wyłomy wybite w ścianach sąsiadujących z nim bezpośrednio budynków: pałacu Karasia i domu Krakowskie Przedmieście 18[56].
- wydzielone oddziały Zgrupowania „Konrad” i 4. kompanii VIII Zgrupowania oraz grupa szturmowa z załogi elektrowni miały zająć stanowiska u podnóża skarpy, w rejonie ulic Browarnej, Gęstej i Topiel[57].

Łącznie w trzecim natarciu na Uniwersytet wzięło udział 250 żołnierzy Zgrupowania „Krybar”. Ponadto powstańcze dowództwo zaplanowało przeprowadzenie działań odciążających. W chwili, gdy oddziały „Krybara” ruszyłyby na Uniwersytet, żołnierze 3. kompanii VIII Zgrupowania i batalionu „Harnaś” mieli zaatakować niemieckie pozycje w rejonie wylotu ul. Traugutta na Krakowskie Przedmieście oraz pl. Małachowskiego.
Polskie oddziały zajęły pozycje wyjściowe około godziny 15:00. Dla zachowania niezbędnej ciszy żołnierze „Zaremby” obwiązali buty szmatami, a korytarze łaźni obłożyli dywanami, chodnikami i kołdrami. Oddziały szturmowe wyposażono w granaty i ładunki wybuchowe powstańczej produkcji, a także w kilofy i nożyce do cięcia drutu. Grupa szturmowa „Zaremby” dysponowała nawet specjalnym palem do taranowania bramy.
Powstańcom ponownie udało się uzyskać efekt zaskoczenia. O godzinie 16:00 saperzy przebiegli ul. Oboźną i zanim Niemcy zdążyli zareagować, założyli ładunki wybuchowe na obu bocznych bramach Uniwersytetu. Okazało się jednak, że eksplozje nie zdołały ich rozbić. Na prawym skrzydle bramę wyważono więc kilkoma uderzeniami pala. Niemcy otrząsnęli się jednak z zaskoczenia i zasypali żołnierzy „Zaremby” i „Misia” gwałtownym ogniem broni maszynowej oraz granatami ciskanymi z okien budynków. Sytuacja Polaków była tym bardziej niekorzystna, że musieli nacierać bez wsparcia „Szarego Wilka”, którego powstańczy technicy nie zdążyli na czas zmodyfikować. W rezultacie saperzy zostali przyduszeni do ziemi zanim zdołali przeciąć niemieckie zasieki. Nie powiodły się próby związania ogniem nieprzyjacielskich stanowisk. Polskim oficerom udało się raz jeszcze poderwać żołnierzy do ataku, lecz zdołali oni dobiec tylko do bramy, gdzie ponosząc straty definitywnie zalegli. Dopiero około godziny 16:30 na polu walki pojawił się spóźniony „Szary Wilk”. Przez rozbitą bramę wjechał na dziedziniec Uniwersytetu i ostrzelał gmach Wydziału Chemii. Piechota, która do tego momentu zużyła już większość amunicji i granatów, nie była jednak w stanie ponownie ruszyć do natarcia. W rezultacie po kilkuminutowej wymianie ognia osamotniony transporter zaczął cofać się w kierunku bramy. W pewnym momencie zawadził o jej krawędź, a siła uderzenia pozbawiła kierowcę przytomności. Dowódca „Szarego Wilka” pchor. „Krzysztof” zdołał przejąć kierownicę i pod niecelnym ostrzałem niemieckiego działka ppanc. wyprowadził pojazd ze strefy zagrożenia. Niedługo później silnie ostrzeliwana przez Niemców piechota zaczęła cofać się na południową stronę ul. Oboźnej, osłaniając swój odwrót zasłoną dymną.
Nie powiodło się również natarcie na lewym skrzydle. „Kubuś” zdołał dotrzeć do bramy naprzeciwko wylotu ul. Słowackiego, nie udało mu się jednak jej staranować. Kilku żołnierzy z grupy szturmowej pchor. „Wihajstra” przedostało się na teren Uniwersytetu przez szczelinę w zasiekach wyciętą przez saperów, a kilku innych z grupy pchor. „Pawłowskiego” – przez wyłom w ścianie pałacu Karasia. Strzałami z PIAT-a zniszczono dwa niemieckie gniazda ckm. Wkrótce jednak niemiecki ostrzał przydusił żołnierzy do ziemi i uszkodził opony „Kubusia”, utrudniając manewrowanie pojazdem. Ostatecznie samochód na wstecznym biegu zdołał wycofać się z pola ostrzału. Powstańców wycofujących się z domu przy Krakowskim Przedmieściu 18, a także polską placówkę w Pałacu Staszica, ostrzelały niemieckie czołgi, które przybyły z odsieczą załodze Uniwersytetu. Jeden z czołgów rozbił strzałem z działa pomnik Mikołaja Kopernika.
Nieudane natarcie kosztowało Zgrupowanie „Krybar” utratę od pięciu do sześciu zabitych i 30 rannych. Negatywnie odbiło się także na morale żołnierzy. Przyczyn niepowodzenia Włodzimierz Rosłoniec upatrywał w niedostatecznej ilości broni i amunicji oraz w złej koordynacji działań grup szturmowych. Adam Borkiewicz również oceniał, że „całkowicie zawiodło współdziałanie wszystkich oddziałów biorących udział w natarciu”.
Niepowodzeniem zakończyły się także działania odciążające podjęte przez 3. kompanię i batalion „Harnaś”. Ta pierwsza w walkach o ogród i kamienicę Raczyńskich poniosła straty sięgające 30 proc. stanu. 4 września Niemcy rozpoczęli generalny szturm na Powiśle, z którego po trzech dniach zaciętych walk wyparli oddziały Armii Krajowej.

## Upamiętnienie
Żołnierzy Zgrupowania „Krybar” poległych w natarciach na Uniwersytet Warszawski upamiętnia tablica na ścianie Pałacu Uruskich przy Krakowskim Przedmieściu 26/28, wmurowana od strony dziedzińca Uniwersytetu, nieopodal bramy głównej. Tablicę odsłonięto w 1994 roku. Jej twórcą był Eugeniusz Kozak.